# Canale Emiliano Romagnolo
Il Canale Emiliano Romagnolo, noto anche come CER, è una delle più importanti opere idrauliche dell'Emilia-Romagna e d'Italia, con funzioni di vettore d'acqua di superficie a prevalente, ma non esclusivo, uso irriguo a servizio di un territorio caratterizzato da un'agricoltura particolarmente idroesigente e da diffusi insediamenti civili e industriali. Lungo 135 km, è il più lungo corso d'acqua artificiale italiano. È gestito dal Consorzio di bonifica di secondo grado per il Canale Emiliano Romagnolo, organismo di diritto pubblico costituito per lo studio, la realizzazione e l'esercizio del canale e delle opere irrigue di interesse comune dei consorzi di bonifica dell'Emilia e della Romagna associati e di altri soggetti operanti nella pianura sud-orientale della regione, a est del fiume Panaro e a sud del fiume Reno, sino al mare Adriatico. 

## Geografia
Il canale è situato nella regione Emilia-Romagna, in una zona delimitata dai fiumi Po, Panaro, Reno e la via Emilia.

Nasce a Sant'Agostino, dal Cavo Napoleonico (progetto concepito all'inizio del XIX secolo per ristabilire la confluenza del Reno nel Po e ultimato solo nel 1966) tra Ferrara e Bologna, concludendo il suo percorso in provincia di Rimini incanalando le proprie acque nel fiume Uso. L'acqua del Po viene sollevata e immessa nel Cavo Napoleonico dall'impianto del Palantone (comune di Bondeno), costruito e gestito dal Consorzio di bonifica di secondo grado per il Canale Emiliano Romagnolo.
Il territorio interessato dal Canale Emiliano Romagnolo ha una superficie di oltre 3.000 km2, distribuita in Emilia-Romagna nelle province di Ferrara, Bologna, Ravenna, Forlì-Cesena e Rimini (nel 2017 a Bellaria, nel riminese è stato inaugurato un altro tratto di 2 km). Le dotazioni idriche di cui il Consorzio dispone provengono da due concessioni di derivazione, dal fiume Po e dal fiume Reno ad uso irriguo e di bonifica e ad uso industriale.

## Storia
I primi progetti per realizzare un canale irriguo che portasse l'acqua dal Po verso il mare Adriatico risalgono addirittura al XVII secolo.
Nel XIX secolo, nei primi decenni dell'Italia unita, due progetti basati su quest'idea furono presentati al governo: nel 1863 (venne rinviato per ragioni politiche) e  nel 1893 (stesso destino).
Occorre attendere ancora mezzo secolo perché l'idea faccia il suo corso e il nuovo progetto, presentato dall'ingegnere Mario Giandotti, sia oggetto di un regio decreto (R. D. n. 8288 del 28 settembre 1939).
Il trauma della seconda guerra mondiale blocca nuovamente il progetto, che nel 1947 trova la sua versione definitiva combinando le esigenze delle piene del Reno con quelle dell'irrigazione delle pianure bolognese e romagnola. Il punto di derivazione del Po è spostato a Bondeno (FE), al confine fra le regioni Emilia-Romagna, Lombardia, e Veneto e le province di Modena, Ferrara, Mantova e Rovigo.
L'inizio reale dei lavori si situa nel 1955. Molte cose sono cambiate da allora, per diverse cause, tanto politiche, che amministrative, finanziarie o pratiche; il progetto originario fu notevolmente ampliato: da un semplice canale di adduzione a un sistema idrico complesso comprendente anche le derivazioni verso le utenze. Utenze che non sono più soltanto del settore dell'agricoltura ma rappresentate anche da impieghi civili, produttivi, ambientali e turistici.
È la nuova configurazione del Canale Emiliano Romagnolo, oggi sistema strategico d'importanza nazionale, atta a risolvere definitivamente i problemi d'approvvigionamento di acque delle cinque province orientali della Regione (Ferrara, Bologna, Ravenna, Forlì-Cesena e Rimini) anche grazie all'attività di ricerca e sperimentazione sull'irrigazione e sviluppo dell'agricoltura e del territorio, avviata dal 1943 con un primo decreto di concessione e ripresa dal 1959 ad oggi.
In occasione delle alluvioni in Emilia-Romagna del 2023, con un'operazione storica, il corso del CER viene invertito per alcuni giorni al fine di evitare un allagamento ancora più vasto e disastroso di numerose città romagnole del ravennate e in particolare della città di Ravenna.

## Sistema idrico
Di seguito è riportata la tabella riassuntiva infrastrutturale del sistema idrico del Canale Emiliano Romagnolo, divisa per tratti (impianti o derivazioni) e in base all'anno di costruzione.
| Impianto          | Potenza (in kW) | Prevalenza (in m) | Portata (in m³/s) | Costruzione |
| ----------------- | --------------- | ----------------- | ----------------- | ----------- |
| Palantone         | 5490            | 6,00              | 68                | 1960        |
| Sant'Agostino Est | 378             | 2,5               | 7,5               | 1960        |
| Crevenzosa        | 3975            | 5.00              | 50                | 1960        |
| Pieve di Cento    | 3900            | 4,50              | 50                | 1963        |
| Savio             | 385             | 1,9               | 9                 | 1987        |

### Derivazione principale
L'alimentazione principale del Canale Emiliano Romagnolo viene assicurata mediante derivazione dalla sponda destra del Po a Salvatonica di Bondeno, in prossimità dell'opera di scarico nel fiume del Cavo Napoleonico. L'immissione nel Cavo delle acque derivate dal Po avviene mediante l'impianto di sollevamento del Palantone, progettato per la portata massima assentita di 68 m³/s). 
A Sant'Agostino, sulla sponda orientale dello scolmatore, ha inizio il canale principale, preposto, con uno sviluppo complessivo attuale di 135 km, dal Cavo Napoleonico al Rio Pircio, all'approvvigionamento idrico dei territori ubicati in destra del fiume Reno. Il canale, a sezione trapezia interamente rivestita in conglomerato cementizio, si stacca dalla sponda orientale dell'Attenuatore con un'opera di regolazione a gravità dimensionata per una portata iniziale di 60 m³/s.
Dopo aver sottopassato il Reno, il canale prosegue con andamento nord-sud sino in prossimità dell'abitato di Galliera ove, a mezzo dell'impianto di partizione e sollevamento della Crevenzosa, la portata viene suddivisa in due frazioni. L'una, sino a un massimo di 13 m³/s, defluisce per i canali Riolo e della Botte del Consorzio della Bonifica Renana e si immette nel Reno, in località Bastia, attraverso la chiavica Beccara Nuova; la restante (47 m³/s) prosegue il suo corso lungo il Canale Emiliano Romagnolo. Viene sollevata una prima volta alla quota 13 m s.l.m. a mezzo dell'impianto della Crevenzosa e, dopo un percorso di 8 km, da un secondo impianto posto ad est di Pieve di Cento, che ne innalza la quota a 17 m s.l.m. Dall'impianto di Pieve di Cento il canale principale prosegue per gravità per circa 90 km, con sezione trapezia rivestita e con portata via via decrescente, mantenendo un andamento nord-ovest/sud-est parallelo alla via Emilia, fino a raggiungere il fiume Savio. Sulla sponda sinistra del Savio, in località Mensa di Ravenna, un ulteriore impianto provvede al sollevamento, da quota 14,20 m s.l.m.  a quota 16,10 m s.l.m. , della portata (9 m³/s) destinata al tronco più orientale del CER, oggi costruito e funzionante per 29 km nella più compatta tipologia del "telaio" in conglomerato cementizio armato strutturale, a sezione rettangolare, sino alla sponda destra del torrente Rio Pircio, nel territorio riminese.
Nel suo estremo prolungamento, di recente concezione e progettazione, il CER attraversa la provincia di Rimini con un percorso di 31 km, quasi interamente affrontato con la tipologia di grande tubo sotterraneo, imposta dall'antropizzazione del territorio e resa possibile dal più contenuto valore (4 m³/s) della portata di transito.

### Utilizzi
Il Consorzio CER è da tempo interessato ad ampliare il proprio bacino di utenza verso gli usi extragricoli anche a favore di soggetti non associati, al fine di ottimizzare la gestione e di migliorare la disponibilità idrica del territorio e ha ottenuto l'approvazione e il finanziamento di numerosi e importanti progetti di adduzione idrica ad uso plurimo, caratterizzati dalla prevalenza dell'uso irriguo. Sotto il profilo tecnico, gli interventi realizzati si possono sommariamente configurare come rami trasversali, spiccati nelle due direzioni, nord e sud, dall'asta principale del CER a disegnare nel territorio un'ideale “spina di pesce”. Le linee adduttrici alimentano le reti di trasporto minute, specializzate nella distribuzione agricola e civile-industriale. Il tutto sotto forma di reti tubate completamente interrate e quindi di minimo impatto ambientale.
Il CER detiene inoltre una quota di maggioranza incedibile in seno alla società PLURIMA s.p.a., costituita con Romagna Acque Società delle Fonti s.p.a. allo scopo di gestire la risorsa idrica per usi civili e industriali.
Diramazioni ad uso plurimo nelle aree:
- Selice-Santerno (Imola);
- Senio-Lamone (Faenza);
- Lamone-Via cupa (Faenza);
- Montone (Faenza Est-Forlì Ovest);
- Bevano-Fiumi Uniti (Ravenna sud);
- Ronco-Bevano (Forlì est);
- Bevano-Savio (Cesena ovest).

## Ricerca e innovazione
Il CER svolge da sessant'anni una intensa attività di ricerca, sperimentazione e assistenza tecnica sull'irrigazione e il risparmio idrico, nata con l'obiettivo di consegnare agli agricoltori, assieme all'acqua, tutte le informazioni per un suo uso corretto economico e senza sprechi.
L'attività viene principalmente attuata all'interno di progetti europei (Horizon 2020) e della Regione Emilia-Romagna (Gruppi operativi del PEI, PSR 2014-2020). Su tutte le colture erbacee e arboree da frutta vengono svolte esperienze capaci di individuare il fabbisogno delle specie coltivate, in particolare il volume d'adacquata e il momento di intervento ottimali, il metodo più appropriato e la possibilità di limitare i consumi idrici, pur mantenendo la resa e la qualità delle produzioni. Anche applicando strategie di aridocoltura e con gestione delle irrigazioni tese a fornire acqua solo nelle fasi di massima sensibilità all'irrigazione.
La sperimentazione ha l'obiettivo di rendere facilmente trasferibili i risultati ottenuti, applicando metodologie basate su criteri climatici o su misurazioni dirette dello stato di stress idrico delle colture che possano essere poi utilizzate in campo per ottenere i minori costi di produzione per unità di prodotto e il più elevato standard qualitativo, risparmiando acqua e salvaguardando l'ambiente. Il CER svolge anche importanti studi e ricerche sull'impiego irriguo di acque reflue e sulla rigenerazione qualitativa delle acque attuata con la costruzione di ambienti palustri fitodepuranti.
I risultati ottenuti nella pluridecennale attività condotta hanno reso il Consorzio un punto di riferimento nella ricerca irrigua nazionale, permettendo di effettuare con successo vasti programmi di assistenza tecnica irrigua. I principali servizi messi a punto sono:
- Irrinet: Sistema esperto interattivo di supporto all'irrigazione che fornisce alle aziende agricole dell'Emilia-Romagna informazioni precise e personalizzate su quando e quanto irrigare. Il Sistema esperto, attivo da oltre 30 anni, si basa su un bilancio idrico colturale molto raffinato capace di permettere risparmi del 20-25 % dell'acqua irrigua; la fruibilità del sistema avviene via web e mediante messaggistica cellulare SMS.

- Irriframe: versione progredita di Irrinet che il CER ha progettato per l'Associazione nazionale consorzi di tutela gestione territorio e acque irrigue (ANBI), che è oggi disponibile in sedici Regioni italiane a cura di oltre settantacinque Consorzi di bonifica che coprono circa il 60% della superficie irrigua nazionale.

Oltre alla fruibilità web e SMS, il CER ha sviluppato l'applicazione "IRRIFRAME-Voice" capace di comunicare vocalmente con gli agricoltori annullando l'accesso informatico classico.
Per consigliare le migliori tecnologie irrigue e il relativo impiego è stato messo a punto il servizio TECNIRRI, capace di indicare anche la migliore filtrazione dell'acqua e il dimensionamento per ottenere una elevata uniformità di distribuzione. Per consigli sulla concimazione e la fertirrigazione delle colture il CER ha realizzato e messo a disposizione il software FERTIRRIGERE, capace di ottimizzare l'apporto di nutrienti con l'irrigazione. 
Tra i Servizi più graditi agli agricoltori si ricorda quello sulla qualità dell'acqua distribuita dal CER, che permette di ottenere gratuitamente i parametri qualitativi dell'acqua del CER impiegata, rendendo più semplice l'accesso ai sistemi di certificazione delle produzioni (GLOBALGAP).

## Economia e ambiente
Il CER è un'opera fondamentale per il mantenimento e lo sviluppo della economia della regione Emilia-Romagna, del settore orto-frutticolo e industriale, oltre che civile, in quanto è l'unico corso d'acqua che in estate riesce a garantire la risorsa idrica all'intero territorio romagnolo anche a favore degli usi potabili.
L'acqua del CER è infatti fornita ai tre potabilizzatori di Romagna acque società delle fonti s.p.a., NIP1-Bassette, NP2-Standiana e Forlimpopoli (Selbagnone) con una portata totale di concessione di 2, 1 m3/s, capace di soddisfare le esigenze di consumo di picco di oltre 800 000 abitanti equivalenti. 
Gli effetti del cambiamento climatico hanno portato ad un incremento della necessità d'acqua delle colture di circa il 20-25%, rendendo l'irrigazione sempre più imprescindibile per il raggiungimento di standard produttivi. 
Nelle annate siccitose del 2012 e del 2017 su 75-80.000 ettari di superficie irrigata l'incremento della produzione lorda vendibile è stato stimato in circa 350 milioni di euro e i 340 milioni di metri cubi d'acqua prelevati dal Po e portati quell'anno sino a Rimini equivalgono ad un volume di quasi 10 volte superiore alla capacità della diga di Ridracoli, principale fonte di acqua potabile della Romagna.
Il rilevante rifornimento di acque superficiali garantito dal Canale Emiliano Romagnolo contrasta il grave fenomeno della subsidenza, che colpisce tanto l'entroterra quanto la linea costiera, provocato dall'eccessivo emungimento di acque dalla falda. 
La sostituzione, negli usi produttivi, delle acque di falda con acque di superficie è il principale effetto ambientale del Canale Emiliano Romagnolo.
Il paesaggio e l'ambiente traggono inoltre beneficio dall'acqua del CER, che viene immessa in alcuni torrenti romagnoli e in tutta la rete irrigua a tutela della biodiversità del territorio e delle zone umide costiere di importanza comunitaria (Punte Alberete e Valle Mandriole).

## Qualità delle acque
La qualità della risorsa idrica del CER è decisamente migliore di quella del fiume Po dal quale viene prelevata e di quella dei corsi appenninici che vengono attraversati dall'adduttore lungo il suo percorso. Non vi è nessun ingresso di acque di scolo o di torrenti lungo l'intero percorso. Il miglioramento dell'acqua si produce per effetto dell'azione fitodepurante che avviene nei primi chilometri del sistema idrico all'interno del Cavo Napoleonico; l'acqua viene rigenerata dal contatto con la vegetazione acquatica con un tempo di permanenza di circa 6-8 giorni con un importante miglioramento qualitatitivo. Il miglioramento prosegue, seppure con minore intensità, nel lungo percorso verso la Romagna, durante il quale nel CER è reso impossibile lo sversamento di acque di scolo o l'immissione di quelle dei torrenti appenninici sottopassati. La buona qualità della risorsa idrica permette standard irrigui elevati secondo criteri di igiene e sicurezza degli alimenti, degli operatori e dei suoli,  e permette il rifornimento di acqua grezza per la potabilizzazione in categoria A1, cioè di acque richiedenti semplici trattamenti fisici di disinfezione. 
IL CER monitora costantemente le proprie acque avvalendosi di laboratori certificati. I dati sulla qualità dell'acqua sono resi disponibili agli agricoltori e alle istituzioni con il servizio webcer qualità-acque.

## Acqua Campus
L'Acqua Campus è il polo di ricerca scientifica del CER sul risparmio idrico e l'irrigazione di precisione. Un'azienda agricola dove vengono impiegate le tecnologie e le ricerche più avanzate sull'innovazione in irrigazione, abbinato ad un'area dimostrativa sulle tecnologie irrigue d'eccellenza per la distribuzione aziendale e consortile. Acqua Campus si trova a Mezzolara di Budrio (BO):
- area ricerche irrigue: 15 ettari, 30 campi sperimentali, un laboratorio analitico all'avanguardia, un'aula didattica multimediale, il tutto gestito da personale altamente qualificato, supportato dalla strumentazione più avanzata nel settore della ricerca irrigua, per coniugare la ricerca sperimentale in campo, la dimostrazione dei risultati e la formazione;
- area dimostrativa tecnologie irrigue: progetto divulgativo avviato con il finanziamento della Regione Emilia Romagna e il contributo delle aziende costruttrici di dispositivi irrigue allo scopo di:
  - realizzare una struttura tecnica espositiva a valenza nazionale, in cui siano collocate le più importanti e innovative attrezzature irrigue per le colture più diffuse in Italia;
  - ideare, pianificare e condurre un progetto divulgativo mirato ai tecnici, ai rivenditori, al personale della pubblica amministrazione e delle associazioni agricole, ma, soprattutto, ai produttori agricoli, per accrescere la cultura tecnologica irrigua.

Il progetto ha avuto inizio nel 1989, con la realizzazione della mostra delle attrezzature irrigue presso l'azienda dimostrativa del CER, sita nel comune di Budrio. 
Dal marzo a novembre il CER offre ai tecnici operanti nel settore dell'irrigazione e agli agricoltori la possibilità di visitare l'area, la struttura dimostrativa più completa in campo irriguo della Regione. Si troveranno in esposizione i modelli di erogatori (gocciolatori e spruzzatori) e di ali gocciolanti più diffusi sul mercato, linee a pioggia con relativi irrigatori, apparecchiature per il pompaggio, filtraggio e fertirrigazione, semoventi di ultima generazione e pivot. Per i tecnici dei consorzi di bonifica è disponibile una apposita area "reti di consegna" dove sono presenti le tecnologie dedicate alla gestione dell'acqua irrigua.